# Eugen Drewermann
Eugen Drewermann (Bergkamen, 20 giugno 1940) è un teologo, psicoanalista e psicoterapeuta tedesco.
Ex sacerdote cattolico, ha inaugurato un nuovo approccio ermeneutico alla Bibbia ed alla teologia basato sulla "Psicologia del Profondo".
Ha avuto alcuni riconoscimenti - tra i quali nel 2007 l'Erich Fromm Award – e le sue opere sono state tradotte in oltre dieci lingue. Il suo atteggiamento critico nei confronti della Chiesa cattolica fu evidente quando il giornale tedesco Der Spiegel pubblicò un articolo-intervista nel Natale del 1993.
Drewermann è molto noto in Germania per il suo lavoro di studioso, che si basa sull'applicazione della psicologia del profondo all'esegesi ed alla teologia. Studia filosofia, teologia, psicoanalisi e storia dei popoli e delle religioni, ed ha sostenuto opinioni molto incisive contro la Chiesa cattolica. Drewermann interpreta i fatti descritti nella Scrittura in chiave simbolica ed archetipica, al di là di ciò che di storico possono dire; come segni di una realtà interiore profonda e innata in ogni uomo, al di là del tempo e dello spazio. Le opinioni di Drewermann sui dogmi della Chiesa cattolica, soprattutto quello della nascita di Gesù dalla Vergine Maria, destarono l'attenzione dell'allora cardinale Joseph Ratzinger, il quale nel 1986 inviò una lettera all'arcivescovo Johannes Joachim Degenhardt con la quale esprimeva preoccupazione per le tesi sostenute dal teologo di Paderborn.
Il conflitto culminò nel 1991, dopo la pubblicazione da parte di Drewermann di un'opera di radicale critica della Chiesa cattolica: "Funzionari di Dio: Psicogramma di un ideale". L'autore mette in risalto gli aspetti legati all'inconscio collettivo e ai meccanismi di rimozione, compensazione che il teologo riscontrò nella terapia ventennale di numerosi chierici. Dall'opera emerge un quadro ed un'analisi agghiacciante: spesso colui che entra in seminario per diventare sacerdote lo fa non già per una vocazione quanto per la sicurezza che l'apparato-Chiesa offre ad una personalità debole ed insicura. In particolare spesso il seminarista ha alcuni conflitti irrisolti legati alla sessualità, all'attaccamento alla madre, all'incapacità di gestire le sue pulsioni. Il chierico vede nella Chiesa una sorta di utero o grembo che lo dovrebbe proteggere da una questione sessuale ancora aperta: con il voto di castità e di obbedienza il seminarista si illude di poter superare il problema non dovendosene più occupare.
Nell'ottobre del 1991, l'arcivescovo revocò a Drewermann l'insegnamento presso il seminario di Paderborn e poco dopo lo ridusse allo stato laicale. Drewermann lasciò ufficialmente la Chiesa cattolica durante il suo sessantacinquesimo compleanno, il 20 giugno 2005, annunciando in televisione la sua scelta.

## Biografia
Figlio di padre luterano e di madre cattolica, Drewermann dopo aver terminato gli studi liceali,  studia filosofia a Münster, teologia a Paderborn e psicoanalisi a Gottinga.
Nel 1972 diventa sacerdote a Paderborn. Nello stesso periodo lavora come psicoterapeuta e dal 1979 compie numerosi studi di storia delle religioni e dogmatica alla facoltà cattolica di teologia a Paderborn.
Influenzato da Freud e Jung, oltre che dalla recente evoluzione del pensiero analitico, Drewermann reinterpreta radicalmente i testi biblici, servendosi come criteri ermeneutici della psicologia del profondo, della poesia e dei grandi archetipi che si ritrovano in tutte le culture e le religioni.
Il suo metodo interpretativo viene esposto con due volumi pubblicati tra il 1985-86 ("Psicologia del profondo ed esegesi"), il primo dedicato all'Antico Testamento, il secondo al Nuovo Testamento.
Un tema centrale del suo pensiero è l'angoscia esistenziale e come la persona possa uscire dal ghetto in cui l'angoscia relega la sua vita.
Ha scritto anche un saggio Sulla immortalità degli animali (Neri Pozza Editore, 1997, con la prefazione di Luise Rinser), in cui critica la visione antropocentrica e sostiene che anche per gli animali ci sia una vita dopo la morte.

## Opere
- Parola che salva, parola che guarisce. La forza liberatrice della fede, Queriniana, Brescia 1990, 19974
- Psicanalisi e teologia morale, Queriniana, Brescia 1992, 20054
- L'essenziale è invisibile. Una interpretazione psicanalitica del Piccolo principe, Queriniana, Brescia 1993, 20085
- Il vangelo di Marco. Immagini di redenzione, Queriniana, Brescia 1994, 20156
- Cenerentola. La fiaba dei fratelli Grimm interpretata alla luce della psicologia del profondo, Queriniana, Brescia 1995, 20072
- I tempi dell'amore, Queriniana, Brescia 1995, 20033
- Funzionari di Dio. Psicogramma di un ideale, Raetia, Bolzano 1995
- Psicologia del profondo e esegesi 1. La verità delle forme – Sogno, mito, fiaba, saga e leggenda, Queriniana, Brescia 1996
- Psicologia del profondo e esegesi 2. La verità delle opere e delle parole – Miracolo, visione, profezia, apocalisse, storia, parabola, Queriniana, Brescia 1996, 20032
- Giordano Bruno. Il filosofo che morì per la libertà dello spirito, BUR - Rizzoli, Milano 20084